# Bujar Leskaj
Bujar Leskaj (* 3. Juli 1966 in Vlora) ist ein albanischer Wirtschaftswissenschaftler, Jurist und Politiker der Demokratischen Partei Albaniens PD (Partia Demokratike e Shqipërisë), der unter anderem zwischen 2005 und 2007 Minister für Tourismus, Kultur, Jugend und Sport	war und seit 2011 Präsident des Rechnungshofes von Albanien (Kryetari i Kontrollit të Lartë të Shtetit) ist.

## Leben
Bujar Leskaj, Sohn von Farudin Leskaj, begann nach dem Besuch der Handelshochschule Pavarësia in Vlora 1984 ein Studium an der Fakultät für Geologie und Bergbau der Staatlichen Universität Tirana (Universiteti Shtetëror i Tiranës), das er 1990 mit einem Diplom als Ingenieur für Erdöl abschloss. Ein darauf folgendes Studium an der Finanzabteilung der Wirtschaftswissenschaftlichen Fakultät der Universität Tirana beendete er 1993 mit einem Diplom der Finanzwissenschaften. Im Anschluss war er von Oktober 1993 bis August 1997 Angestellter und zuletzt Direktor der Zollbehörde von Vlora sowie daraufhin zwischen April und August 1997 Stellvertretender Generaldirektor der Generalzolldirektion (Drejtorisë së Përgjithshme të Doganave). Er war von 2000 bis 2005 Pädagogischer Mitarbeiter der Finanzabteilung der Wirtschaftswissenschaftlichen Fakultät der Universität Tirana. Ein gleichzeitiges weiteres Studium der Rechtswissenschaften an der Juristischen Fakultät der Universität Tirana schloss er 2002 als Diplom-Jurist ab. Anschließend absolvierte er ein postgraduales Studium im Fach Verwaltungswissenschaft an der University of Nebraska-Lincoln (UNL), welches er 2003 mit einem Master of Public Administration (M.P.A.) beendete. Nach seiner Rückkehr erhielt er 2004 die Zulassung als Rechtsanwalt bei der Nationalen Anwaltskammer (Dhoma Kombëtare e Avokatëve) und absolvierte 2005 einen Auslandsstudienaufenthalt im Fach Öffentliche Finanzen an der Otto-Friedrich-Universität Bamberg.
Bei der Parlamentswahl 2005 wurde Leskaj als Kandidat der Demokratischen Partei Albaniens PD (Partia Demokratike e Shqipërisë) Mitglied der Versammlung Albaniens (Kuvendi i Shqipërisë) und vertrat in dieser bis zur Parlamentswahl am 28. Juni 2009 den Wahlkreis Vlora. Im September 2005 wurde er als Minister für Tourismus, Kultur, Jugend und Sport (Ministër i Turizmit, Kulturës, Rinisë dhe Sportit) in das Kabinett Berisha I berufen und bekleidete dieses Ministeramt bis März 2007. Während dieser Zeit erwarb er 2006 einen Magister der Finanzwissenschaften an der Wirtschaftswissenschaftlichen Fakultät der Postgraduiertenschule für erweiterte Forschungen (Shkolla e Studimeve të Thelluara Pasuniversitare). Während seiner Parlamentszugehörigkeit war er nach dem Ausscheiden aus der Regierung zwischen 2007 und 2009 Mitglied der albanischen Delegation in der Parlamentarischen Versammlung der NATO sowie zugleich Mitglied des Wirtschafts- und Finanzausschusses des Kuvendi i Shqipërisë.
Nach seinem Ausscheiden aus dem Parlament erwarb Bujar Leskaj 2009 einen Doktor der Wirtschaftswissenschaft an der Wirtschaftswissenschaftlichen Fakultät der Universität Tirana mit der Dissertation Senjorazhi dhe disa probleme të tij në Shqipëri. Danach war er von 2009 bis 2011 Leiter des Instituts für politische Studien „Ismail Qemali“ in Vlora sowie zugleich zwischen September 2009 und Dezember 2011 Dozent an der Wirtschaftswissenschaftlichen Fakultät der Universität Tirana. Seit dem 23. Dezember 2011 ist er Präsident des Rechnungshofes von Albanien (Kryetari i Kontrollit të Lartë të Shtetit).
Bujar Leskaj ist verheiratet und Vater von vier Kinder.

## Veröffentlichungen
- Përfaqësuesit e Vlorës në Kuvendin e Shqipërisë, 1912–2009, Tirana 2009
- Brenda dhe jashtë… Parlamentit (maj 2007–2009), Tirana 2009
- Senjorazhi dhe disa probleme të tij në Shqipëri, Dissertation, Tirana 2009
- Paraja dhe Banka” (Cikël Leksionesh), Mitautor Dr. Adriatik Kotorri, Tirana 2011
- Leksione në Financë (Pjesa I), Tirana 2011
- Muzat e Qëndresës (Nëpër libra të kryqëzuar), Tirana 2011
- Leksione në Financë (Pjesa II), Tirana 2012
- Hyrje në Inxhinierinë Financiare, Mitautor Prof. Dr. Skënder Osmani, Tirana 2015
- Inxhinieri Financiare Stokastike, Mitautor Prof. Dr. Skënder Osmani, Tirana 2015
- Optimizimi, Mitautor Prof. Dr. Skënder Osmani, Tirana 2017.